# 阿普 271
阿普 271（Arp 271）是一對體積相似的交互作用螺旋星系NGC 5426和NGC 5427的合稱，位於室女座，於1785年由威廉·赫歇爾發現。目前仍未確認這兩個星系未來是否會相撞，不過可確定的是兩者在未來數千萬年內會持續有交互作用。結果就是兩者互相重力吸引造成許多新恆星形成，並且兩者之間已經有一串恆星將兩個星系連結。這兩個星系距離地球約9000萬光年，並且兩個星系寬度橫跨13萬光年。一般認為約30億年後，目前距離地球約250萬光年的仙女座星系將會和我們的銀河系相撞，類似目前阿普 271的狀況。

## 外部連結
- Simbad: Arp 271 （页面存档备份，存于）
- Arp 271 — Galaxies Drawn Together （页面存档备份，存于）, ESO picture of the week.